# Александра Цеслікова
Алекса́ндра Цесліко́ва (пол. Aleksandra Cieślikowa; 7 січня 1936 , Величка, Малопольське воєводство  — 11 грудня 2018 , Краків ) — польська мовознавиця-полоністка.

## Життєпис
У березні 1990 р. здобула ступінь доктора наук в Інституті польської мови при Польській академії наук у Кракові, у листопаді 1990 р. — габілітація, у липні 1997 р. — звання професора.
З 1958 року Цеслікова працювала у відділі польської ономастики, спочатку належала до відділу мовознавства Польської академії наук, потім до Інституту літературознавства та Інституту польської мови при Польській академії наук як асистентка, ад'юнкт наукової документації, документалістка, доцент і, нарешті, професор. З березня 1992 року вона була керівницею антропонімічної лабораторії Інституту польської мови.
Цеслікова спеціалізувалась переважно на дослідженнях історичних та сучасних процесів формування власних назв різних категорій: імена, прізвища, прізвиська, а також місцеві імена; вивчала зв'язки між функціонуванням власних імен та культурними, соціальними та моральними явищами. Провадила етимологічні дослідження та реконструювала праслов'янську антропонімію, зокрема генезу та етимологію імен та прізвищ.
З 1960 року була членом Польського мовного товариства.

## Членство в організаціях
- з 1985 р. — секретар антропонімічної групи при ономастичній комісії.
- з 1993 р. — член Лінгвістичного комітету.
- з 1994 р. — член Комісії з питань встановлення назв місць та фізіографічних об'єктів при Міністерстві адміністрації
- з 1994 — секретар Польського комітету з ономастики при Комітеті з мовознавства.
- з 1994 р. — член Міжнародної ради ономастичних наук.
- з 1998 р. — заступник голови Комітету слов'янської ономастики PTJ, член Комітету з мовознавства та Комітету з культури польської мови.
- з 2003 р. — голова Комітету з мовознавства Польської академії наук
- з жовтня 2004 р. — голова Комітету з питань назв населених пунктів та фізіографічних об'єктів
- з 2004 р. — член Ради польської мови
- з 2004 р. — член правління Товариства любителів польської мови
- Член Комітету з культури мови при Комітеті з мовознавства. Член Комісії з теорії мови.

## Публікації
- Mały słownik odmiany nazw własnych. Kraków. 2008
- Słownik staropolskich nazw osobowych, I—VI pod red. W. Taszyckiego, Wrocław 1965—1981; VII (Suplement) pod red. M. Malec, Wrocław 1984—1987.
- Derywacja paradygmatyczna w staropolskiej antroponimii, Kraków 1992, s. 157 (praca doktorska). Recenzent. E. Wolnicz-Pawłowska, Onomastica XXXVIII, 289—295.
- Index a tergo do Słownika staropolskich nazw osobowych pod red. A. Cieślikowej i M. Malec, Kraków 1993.
- Odapelatywne nazwy osobowe, Kraków 2000. Suplement, Kraków 2002, stron 500.
- Mały słownik odmiany nazw własnych. Kraków 2002, stron 282.
- Słowiańska onomastyka. Encyklopedia. Autorstwo rozdziałów: 1. Historia onomastyki, 2. Teorie onomastyczne, 3. Metody badawcze i ich ewolucja, 4. Stan badań, 5. Polityka i pragmatyka w zakresie nazw własnych, 6. Antroponimia: Przezwiska, Pseudonimy, nazwy etniczne, Nazwy heraldyczne i dynastyczne, Inne nazwy osobowe. Warszawa–Kraków 2002, 550 stron.
- Studia z Filologii Polskiej i Słowiańskiej (41/2006). Profesor Kazimierz Rymut. (1935—2006)
- Przegląd Humanistyczny (Humanistic Review). Kilka uwag o zmianach znaczeniowych i słowotwórstwie (nazwotwórstwie) onimów. 2006.
- Aleksandra Cieślikowa, Barbara Czopek-Kopciuch. Toponimia i oronimia. 2001